# Ammit-net-amentet
Ammit-net-amentet ist als altägyptische Unterweltsgöttin in dieser Namensvariante nur in der Saitendynastie und der griechisch-römischen Zeit belegt.

## Belege und Darstellungen
Ammit-net-amentet wird im aus der 26. Dynastie stammenden Papyrus Magique als bedrohliches Wesen genannt. Im Sarg des Padiamunipet fungiert sie als Totenfresserin während der Verhandlung des Totengerichtes. Außerdem wurde sie in der griechisch-römischen Zeit in einem Stundenbuch als Göttin der 5. Nachtstunde angerufen.
Ikonografisch tritt Ammit-net-amentet ergänzend im Totenbuchspruch 125 als ein auf einem Podest hockendes Mischwesen mit dem Kopf eines Krokodils und dem Körper eines Löwen in Erscheinung. In der Ptolemäerzeit endete die Tradierung des altägyptischen Totenbuches, was die fehlenden Belege für Ammit-net-amentet im weiteren Verlauf der griechisch-römischen Zeit erklärt.